# Маткожненская ГЭС
Маткожненская гидроэлектроста́нция — ГЭС на реке Нижний Выг у посёлка Сосновец в Карелии. Входит в Каскад Выгских ГЭС.

## История
ГЭС спроектирована институтом «Ленгидропроект».
28 июня 1941 года был издан приказ НКВД СССР «О прекращении работ по строительству НКВД в связи с началом войны».
Строительство ГЭС началось в 1949 году, закончилось в декабре 1953 года. Маткожненская ГЭС — первая в составе Выгского каскада ГЭС.
8 августа 2012 года ливневые дожди в бассейне реки Нижний Выг привели к осложнению паводковой ситуации в Беломорском районе и остановке работы Маткожненской ГЭС.
Вода размыла насыпь автодороги Сосновец — Летнереченский, а затем и 30 метров железнодорожного полотна. Водный поток в считанные минуты достиг озера Солдатское и оттуда уже устремился к Маткожненской ГЭС. Машинный зал и все технологические помещения на нижних отметках станции оказались затоплены. Последнее препятствие на пути к ГЭС — насыпная дорога на рыбозавод высотой с двухэтажный дом — была снесена волной.
Каждые сутки с тех пор были сопряжены с определенным этапом ремонтно-восстановительных работ на Маткожненской ГЭС. Каждый отрезок времени — это шаг вперед, который делался благодаря сотне людей: и специалистам ТГК-1, и представителям подрядных организаций. Уже 22 октября 2012 года гидроагрегат № 1 дал первый ток после восстановления.
В течение полугода был осуществлён большой объем ремонтно-восстановительных работ на основном и вспомогательном оборудовании, гидротехнических сооружениях и помещениях станции. Маткожненская ГЭС в рекордные сроки заработала в штатном режиме.
«Битва со стихией» — такое название получил первый в Карелии фильм-событие, посвященный Маткожненской ГЭС.
Режиссер Константин Ленчицкий собрал уникальные кадры и рассказы очевидцев о событиях, произошедших с 7 на 8 августа 2012 года в Карелии. В фильм вошли репортажи федеральных СМИ о Маткожненской ГЭС, эксклюзивные интервью, хроника восстановления гидростанции. Съемки длились два месяца, при подготовке были использованы материалы кинохроники 1960-х годов из республиканского архива.

## Общие сведения
ГЭС построена по плотинно-деривационной схеме, использует напорные сооружения Беломорско-Балтийского канала.
Состав сооружений ГЭС:
- насыпная плотина Беломорско-Балтийского канала длиной 360 м и наибольшей высотой 14 м;
- каменнонабросная плотина Беломорско-Балтийского канала длиной 150 м и наибольшей высотой 15,3 м;
- бетонная водосбросная плотина Беломорско-Балтийского канала длиной 150,3 м;
- глухая бетонная плотина Беломорско-Балтийского канала с донными водоспусками;
- насыпная сопрягающая дамба длиной 2,37 км;
- подводящий деривационный канал длиной 580 м;
- напорный бассейн;
- головное сооружение с напорными водоводами;
- здание ГЭС длиной 57,4 м;
- отводящий канал длиной 1106 м;
- два двухкамерных шлюза № 14 и № 15 Беломорско-Балтийского канала.[источник не указан 4714 дней]

Мощность ГЭС — 63 МВт, среднемноголетняя выработка электроэнергии — 381,1 млн кВт·ч. В здании ГЭС установлено 3 поворотно-лопастных гидроагрегата мощностью по 21 МВт, работающих при расчетном напоре 20,5 м.
Напорные сооружения ГЭС (длина напорного фронта 6,85 км) образуют Маткожненское водохранилище площадью 19,01 км², полной и полезной ёмкостью 82 и 17 млн м³. При создании водохранилища было перенесено 10 строений.
Маткожненская ГЭС входит в состав ПАО «ТГК-1».